# Лемки
Ле́мки (самоназвания: лемки, русины, руснаки) — восточнославянское население Лемковщины (в горных районах на границе Украины, Польши и Словакии). Историческое самоназвание — руснаки, русины. В большинстве этнографических публикаций рассматриваются как субэтническая (этнографическая, этнокультурная) группа украинцев. Частью украинского народа считают себя украинские лемки. Часть польских лемков считает себя самостоятельной этнической группой. Население Словакии, преимущественно причисляемое в научных исследованиях к лемкам, имеет русинскую, словацкую или, в меньшей мере, украинскую идентичность.
В Польше по данным переписи 2011 года насчитывают свыше 10 тысяч человек с лемковской идентичностью (по оценочным данным — до 60 тысяч). Численность лемков в Словакии по разным данным составляет от 70 до 120 тысяч человек (имеющих как русинскую, так и украинскую и словацкую этническую идентичность). На территории Украины, согласно переписи 2001 года, лемками назвали себя 672 человека (по оценкам — несколько десятков тысяч человек). Значительные группы лемков живут также в Чехии, США и Канаде.
Язык повседневного общения — лемковские говоры, которые включаются как в украинский, так и в русинский диалектные ареалы. В Польше и Словакии кодифицированы литературные нормы — лемковская и пряшевско-русинская. Также говорят на литературных польском, словацком и украинском языках. Верующие — главным образом грекокатолики, есть также православные и римокатолики.
Родственные группы — долиняне, паннонские русины и бойки.

## Этноним
В XIX веке в Лемковщине наряду с историческим названием «руснаки» или реже «русины» в научной среде и в среде лемковской интеллигенции начали употреблять экзоэтноним «лемки». В литературе впервые это название употребил Иосиф Левицкий в предисловии к «Грамматике» (1831) от использования в их языке частицы лем «только» в отличие от бо є «только», распространённого у бойков, и лише, тiлько, известного у других карпатских русинов. В дальнейшем это название распространили А. Торонский, В. Хиляк и другие. В начале XX века распространению этнонима «лемки» способствовало название периодического издания «Лемко». Территорию расселения лемков стали называть Лемковиной, или Лемковщиной.
Слово лем «только», «лишь» было заимствовано лемками у словаков (восточнословац. ľem и литер. словац. len). Впервые «лемки» как прозвище, подчёркивающее резкие диалектные отличия от говоров соседних русинских групп с такой наиболее яркой особенностью как использование слова лем, руснаки Низких Бескид получили от бойков. Название «лемки» появилось на бойковско-лемковском пограничье в начале XIX века и со временем стало распространяться среди остального восточнославянского населения Северных Карпат. В народе этноним «лемки» распространился сравнительно поздно. Он вытеснил прежнее самоназвание «руснаки»
или «русины» только в первой половине XX века.

## Статус

Флаг лемков

В научных исследованиях лемков определяют не только как этнографическую группу, но и как этническую группу в широком её понимании. О. Дуць-Файфер предлагает по отношению к лемкам использовать термин «этническо-этнографическая группа», поскольку лемки соответствуют критериям, позволяющим отнести их к обеим типам этнической общности: лемки характеризуются собственными культурно-бытовыми особенностями, общей этнической территорией, верой в единое происхождение, общей историей и осознанием себя этнически обособленной группой. Термин О. Дуць-Файфер согласуется с неоднородностью этнической самоидентификации лемков, одна часть которых относит себя к самостоятельной этнической группе, включаемой в более широкий тип этнической общности карпаторусинов (русинов), а другая считает себя частью украинского народа со статусом этнографической группы украинцев. Ситуация осложняется отсутствием у русинского населения Словакии какого бы то ни было лемковского самосознания. Обычно лемками называет себя русинское население, живущее в Польше и потомки польских лемков, выселенных на Украину. В то же время в научных публикациях по диалектным и этнографическим признакам к лемкам нередко причисляют восточнославянское население Словакии, но, в отличие от польских лемков, словацкие называют себя русинами (пряшевскими русинами) или руснаками.
В Польше лемки условно делятся на две группы: первая относит себя к части украинского народа, говорящей на лемковских говорах украинского языка, вторая считает себя отдельным народом (или частью русинского народа), а свой идиом — самостоятельным лемковским языком. При этом лемки проукраинской ориентации, как правило, — грекокатолики, а лемки-автономисты — православные. Региональной группой украинцев считает себя большинство потомков лемков, выселенных в 1945 году из Польши на территорию Украины, к идее самостоятельности лемковского языка и народа они относятся негативно. В Словакии среди восточнославянского населения лемковское самосознание отсутствует. Как и в Польше, среди так называемых лемков проявляется дуализм самоидентификации, в частности, во время переписей населения часть лемков относит себя к украинцам, часть — к русинам, соответственно с родными украинским или русинским языками. Кроме того, по данным переписей, в Польше отмечены поляки с родным лемковским языком, а в Словакии — словаки с родным русинским языком.
В Польше лемки признаны этническим меньшинством согласно закону от 6 января 2005 года о национальных и этнических меньшинствах. Согласно нормам этого закона, этническим или национальным меньшинством признаётся этническая общность, предки которой населяют территорию современной Польши не менее 100 лет (статья 2, пункт 5). При этом к этническим меньшинствам, в отличие от национальных, относят этнические группы, не имеющие своего государства.

## Ареал и численность

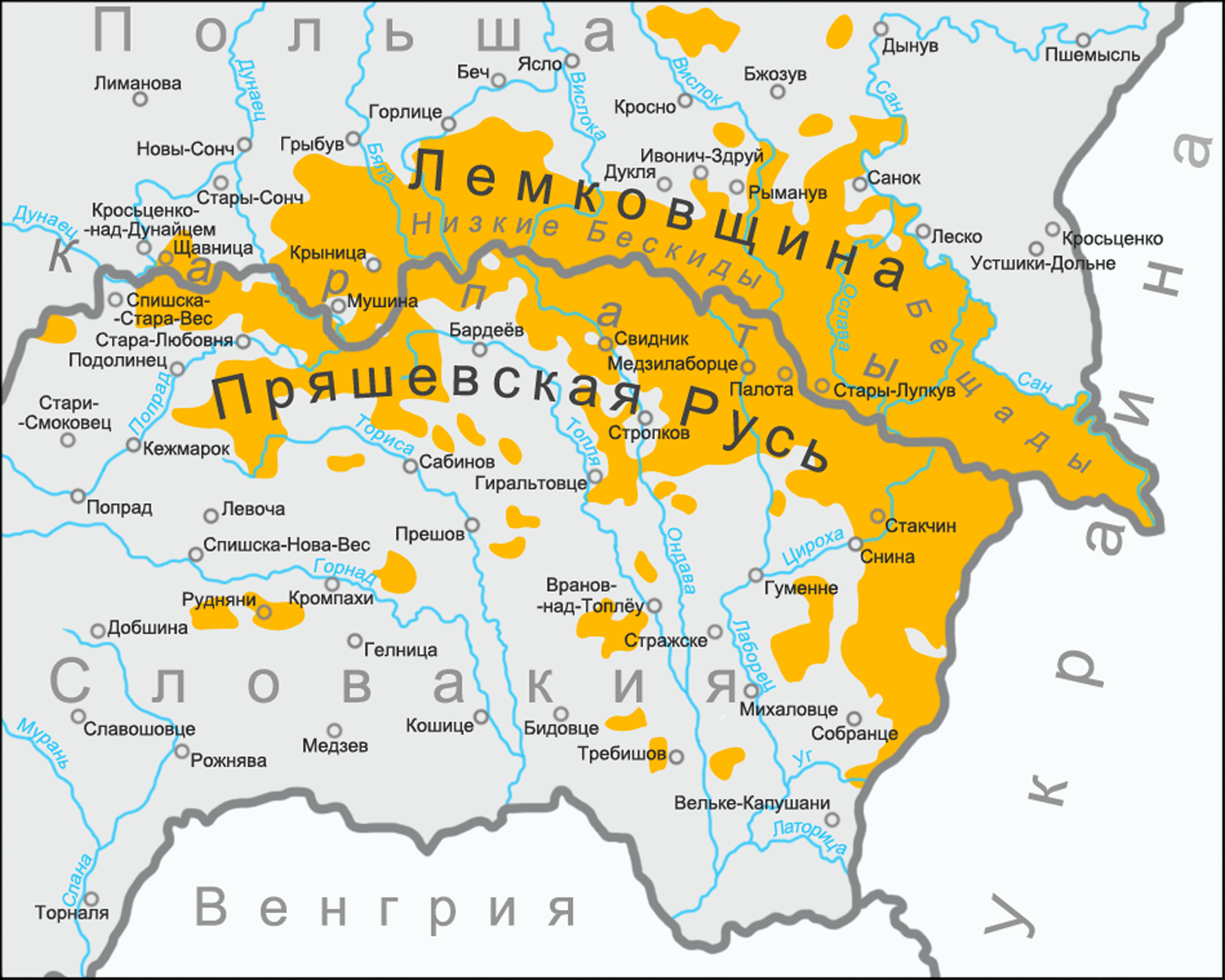
Карта расселения карпатских русин в 1919—1939 годах на территориях Лемковщины и Пряшевщины в границах современных Польши и Словакии

В Польше во время переписи 2002 года к лемкам отнесли себя 5863 человека, во время переписи 2011 года лемками себя назвали 10 531 человек, из них 5612 человек указали лемковскую как единственную национальность (в ответах можно было указать первую и вторую национальность), 7086 человек — как первую, 3445 — как вторую, при этом как первую или вторую национальность наряду с польской указал 3621 человек. Между тем, численность лиц, имеющих лемковское происхождение в Польше оценивается в 60 000 человек (при этом часть из них относит себя к полякам или украинцам нередко с родным лемковским или украинским языками).
По данным первой Всеукраинской переписи населения 2001 года, численность лемков на территории Украины составляла 672 человека. По разным оценкам численность лемков, живущих на Украине составляет от нескольких десятков до 90 тысяч человек. В Словакии переписью 2001 года зафиксированы 24 201 человек, относящий себя к русинам. Небольшие группы лемков живут также во многих других странах, в частности, согласно переписи 2002 года в России, лемками назвали себя 6 человек, а по переписи 2010 года общая численность лемков вместе с русинами, бойками, гуцулами и другими карпаторусинскими группами составила 225 человек.
В прошлом, в межвоенный период во Второй Польской республике численность лемков составляла по разным данным от 130 до 150 тысяч человек. Лемки были расселены в горном регионе на юго-востоке Польши, называемом Лемковщиной (Лемковиной или Лемковской Русью). Рассматриваемый регион охватывал узкий горный пояс от реки Попрад на западе до реки Ослава на востоке протяжённостью до 150 км. После 1945—1947 годов компактный ареал лемков перестал существовать, до 65—70 % лемковского населения было депортировано в советскую Украину, бо́льшая часть остальных — на Возвращённые Земли (в северные и западные регионы Польши). В 1956 году польским лемкам разрешено было вернуться на родную землю, но вернулась лишь незначительная их часть. Таким образом, в настоящее время в Польше имеются два основных относительно удалённых друг от друга региона расселения лемков: один — в Западной Польше, другой — на исконной территории, в горной Лемковине на Юго-востоке Польши. И в том, и в другом регионе лемки не образуют компактной области расселения, находясь среди польского этнического большинства. Кроме этого, отдельные небольшие группы лемков рассеяны по другим регионам Польши. На Украине значительная часть лемков была ассимилирована, но
родной язык и традиции лемков всё ещё сохраняются.
Лемков разделяют на две группы с различиями в диалектах и культурно-бытовых особенностях, а также с различной историей. К первой относят польских лемков, которые приняли этноним «лемки». Ко второй группе относят словацких лемков, для которых «лемки» является экзоэтнонимом, принятым в научной среде, сами себя они называют «руснаки» или «русины». Иное деление предлагает И. А. Бойко, выделяющий в западнолемковской области расселения в бассейнах Попрада, Горнада и Дунайца (как в Словакии, так и в Польше) спишских русинов, которые могут быть либо обособленной группой среди лемков, либо образовывать отдельную от лемков субэтническую группу. Кроме того, в Польше выделяются два анклава среди польского этнического массива, в которых живут особые группы лемков — шляхтовские русины (к западу от исторической Лемковины) и замешанцы (к северу от исторической Лемковины).

## Язык
В настоящее время лемки в большинстве своём являются билингвами, они владеют своим родным языком и государственным языком той страны, в которой живут — польским, словацким или украинским. Младшее поколение лемков отчасти переходит к пассивному двуязычию, то есть способно понимать по-лемковски, но говорить уже не может, или переходит к польскому, словацкому или украинскому одноязычию. В США и Канаде потомки лемков практически полностью перешли на английский язык. Часть лемков проукраинской ориентации, живущих в Польше и Словакии, изучают украинский литературный язык в школах.
Родным языком, который лемки используют в повседневном общении, являются местные лемковские говоры. Среди интеллигенции отчасти распространены литературные нормы лемковского — собственно лемковская в Польше и пряшевско-русинская в Словакии. Данные нормы вводятся в школьное обучение, частично используются в официальных мероприятиях, в издании периодики, в радиопередачах и некоторых других сферах. Согласно традициям украинской диалектологии, лемковские говоры наряду с бойковскими и закарпатскими включаются в состав карпатской группы юго-западного наречия украинского языка. В работах лингвистов, рассматривающих русинский как самостоятельный язык, лемковские говоры выделяют как западную группу карпаторусинского диалектного ареала, противопоставляя её восточной, в которую включают бойковские и закарпатские говоры.
Лемковские говоры, носители которых находились в течение нескольких столетий в тесных языковых контактах с носителями польского языка и отчасти восточного диалекта словацкого языка, подверглись ощутимому западнославянскому влиянию. Помимо значительного по объёму пласта лексики лемковские говоры заимствовали ряд фонетических и морфологических черт. В числе подобных заимствованных черт отмечают произношение лабиовелярного аппроксиманта [ў] на месте альвеолярного латерального аппроксиманта л (чытаў «читал»), наличие мягкой артикуляции палатальных согласных ц’, д͡з’, с’ и з’ (ш’іно «сено», ж’іл’а «зелье, трава»), отвердение согласных в исходе слов типа кiн «конь», наличие парокситонического фиксированного ударения (всегда падающего на предпоследний слог), развитие звонкого типа межсловной фонетики сандхи (характерного для малопольских говоров), распространение окончания -ом у имён и местоимений женского рода в форме творительного падежа единственного числа (за том новом дорогом «за той новой дорогой») и т. д.

## История

### Происхождение
Существует две теории происхождения лемков. Одна из них связывает современную лемковскую этническую общность с автохтонным восточнославянским населением Низких Бескид, другая — с миграциями восточных славян в данную местность с иных территорий.
Согласно первой теории, лемки являются потомками племени белых хорватов, которое традиционно относят к восточнославянским племенам. Предки лемков населяли северный и южный склоны Карпат уже в VI—VII веках, но впоследствии, в результате частичной ассимиляции поляками из Малой Польши сохранились лишь в горной местности. В дальнейшем, в конце X — первой половине XI века территории, прилегающие к западным Карпатам, вошли в состав Древнерусского государства, после чего данный регион стал частью Волынского княжества, позднее — Галицкого и затем — объединённого Галицко-Волынского княжества. В 1340 году северная часть Прикарпатья отошла к Польше, а южную часть ещё ранее захватила Венгрия.
По второй теории, восточные славяне пришли на земли с уже имевшимся здесь с XIII века польским и словацким населением, которое предками лемков было частично ассимилировано. Формирование восточнославянского населения Низких Бескид происходило в процессе валашско-русской пастушеской миграции, первая волна которой относится к XIV веку. Переселение шло с юга из области Шариш, расположенной в современной Восточной Словакии.
Теории автохтонного происхождения лемков придерживаются в основном восточнославянские исследователи, которые связывают формирование Лемковины с распространением территории Киевской Руси намного западнее, чем принято в польской историографии. Версия образования восточнославянского клина на Карпатах в результате пастушеских миграций чаще встречается в работах польских и словацких авторов. В пользу последней версии говорят в числе прочего данные археологических исследований, а также языковая близость говоров восточнословацкого и малопольского диалектов, которая даёт основание предполагать, что изначально территории с польским и словацким населением граничили друг с другом, и только с XIV—XVI веков были разделены ареалом восточнославянского населения.
В среде лемковской интеллигенции наиболее популярно утверждение о том, что лемки являются прямыми потомками белых хорватов. Причём время появления этого племени в Низких Бескидах иногда датируют первым веком нашей эры. С этим утверждением связывают причины диалектных и культурных отличий лемков от остальных восточных славян. Также на основании этого утверждения поддерживается вера в принятие крещения предками лемков непосредственно от Кирилла и Мефодия в IX веке.
По словам Э. Михны, один из активистов лемковского движения заявил, что «Если речь идёт о белых хорватах, то правды в этом может быть совсем немного…Но эта теория, несомненно, из разряда вещей, способных в значительной степени сцементировать чувство общности…».

### Формирование

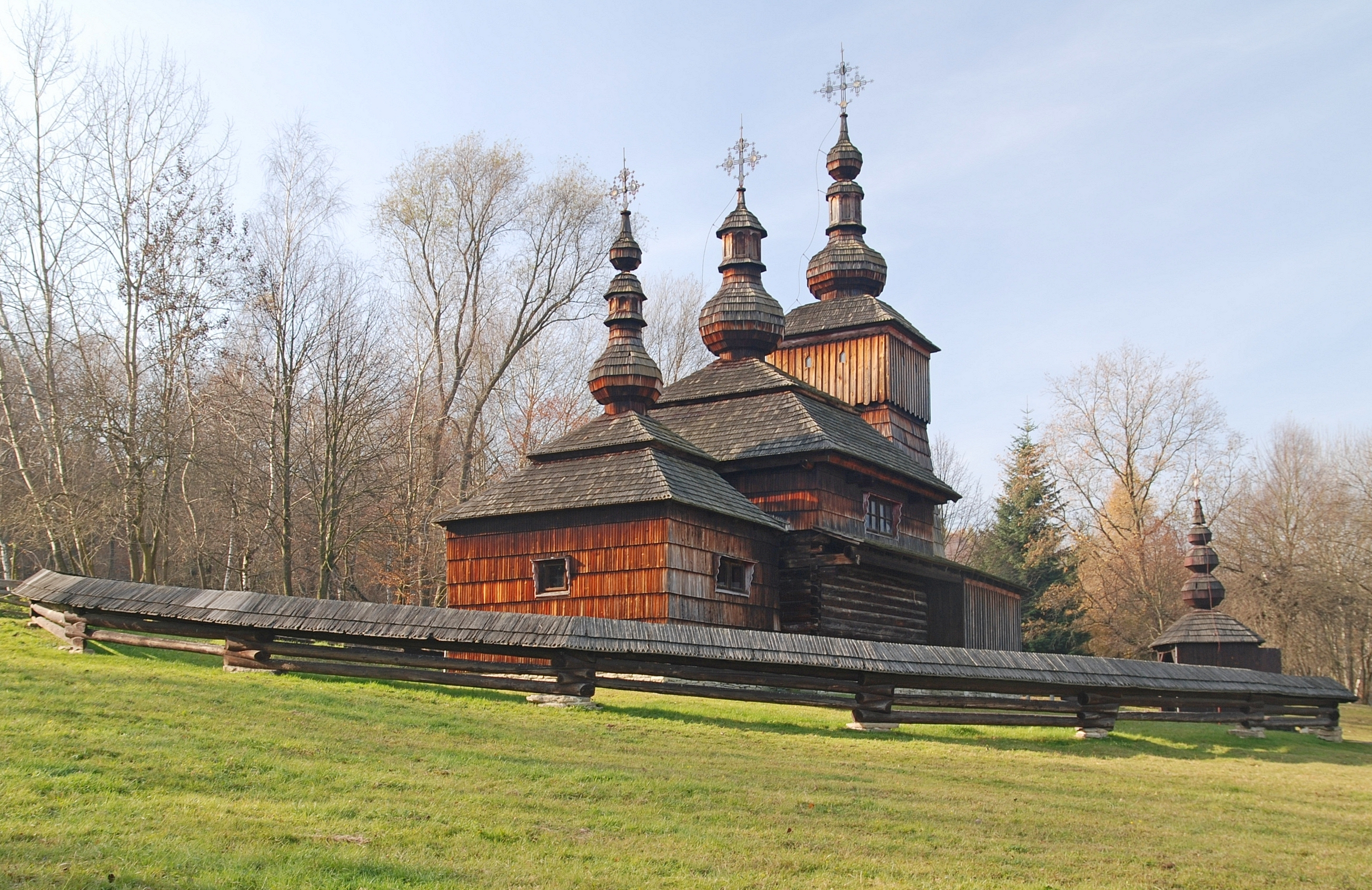
Лемковская деревянная церковь в словацком Свиднике

К середине XIV века восточнославянское население фрагментарно расселялось до территорий, непосредственно примыкающих к Люблину, Ряшеву и Горлице. Однако не представляется возможным установить, было ли это население автохтонным, либо переселилось в указанные районы вследствие экспансии галицко-волынских князей или в результате татаро-монгольского нашествия на Русь. В тот же исторический период города, расположенные на территории современной Западной Украины, оказались под воздействием польско-немецко-еврейской колонизации, а сёла переводились с русского на волошское право, в них вводилась барщина. Данные процессы способствовали оттоку части населения с равнин в горные районы Восточных Бескидов и Карпат.
В целом формирование этнической общности лемков завершилось к XVII веку. На этот процесс оказали влияние переселенцы с Украины (в том числе пленные запорожские казаки), поляки, словаки, отчасти карпатские немцы и венгры.

### XVIII — начало XX века

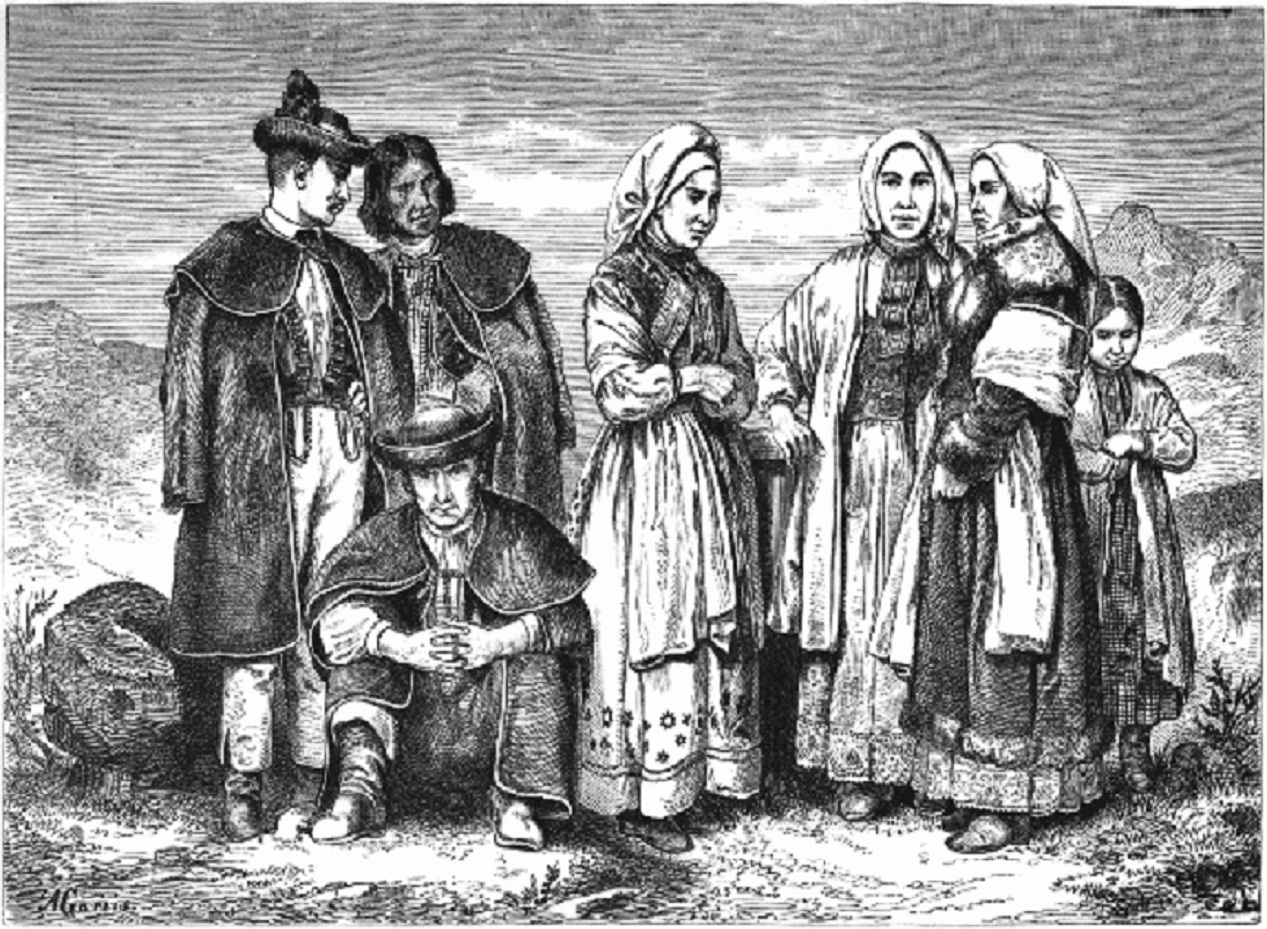
Лемки на гравюре 1877 года

В 1772 году Галиция и территория Лемковщины была присоединена Австрией.
В XVIII веке отмечался рост церковно-приходских школ в Лемковине, первые из которых появились ещё в середине XVII века. Обучение в школах велось на «руськом» языке, дети учились читать и писать как по-польски, так и «по-руськи». В конце XVIII века, в частности, в Мушинском униатском деканате школы были открыты почти в каждом приходе. После школы часть детей продолжала обучение в училищах. Многие из них закончили училище в спишском Подолинце. Его выпускники родом из Лемковины стали затем видными деятелями церковной, научной и культурной жизни Галиции XIX века. Это грекокатолические митрополиты Йозеф и Сильвестр Сембратовичи, епископы Фома Полянский и Юлиан Пелеш, профессора теологии Онуфрий Криницкий, Тит Мишковский и другие, политики Дамиан Савчак и Владимир Курилович, журналисты Владимир Щавиньский и Иван Бучма, сотрудник аппарата Министерства внутренних дел в Вене Иван Конштантинович, судья апелляционного суда Львова Александр Кмицикевич, доктора медицинских наук Миколай Тиханьский, Михал Савчак и другие, полковники австрийской армии Иван Пухыр и Роман Сембратович, известный химик, ректор Ягеллонского университета в Кракове Эмилиан Черняньский, исследователь зоологии и минералогии Василь Черняньский, писатели Владимир Хиляк, Амвросий, Олимпий и Петро Полянские, Миколай Малиняк и многие другие.
В середине — второй половине XIX века в среде лемков развернулось национальное движение. Лемковская интеллигенция (в большей части — священники) осознали себя частью единого русского народа, простирающегося от реки Попрад (западная граница Лемковщины) до Камчатки. Лучшим писателем-лемком второй половины XIX века стал Владимир Хиляк, писавший зачастую под многочисленными псевдонимами, наиболее известный из которых — Иероним Аноним.
Во второй половине XIX века важную роль в обучении лемков стали так называемые руськие бурсы, в том числе горлицкая и сондецкая, выпускники которых стали активными патриотами, общественными и культурными деятелями Лемковины межвоенного периода.
В 1911—1914 годах впервые у лемков появилось своё печатное издание — журнал «Лемко».
Первая мировая война принесла много страданий лемкам. Были полностью разорены отдельные села, много крестьян погибло на войне. За симпатии лемков к великорусскому народу австрийские власти в самом начале войны вывезли из Лемковщины свыше трёх тысяч интеллигенции и крестьян в Талергофский концентрационный лагерь, где несколько сотен лемков погибло. Многие лемки были убиты в своих деревнях, как опасные «русофилы». Эту кровавую расправу на время прекратила русская армия, захватившая в конце 1914 года почти всю Лемковщину. Однако в мае 1915 года, после Горлицкого прорыва австро-германских войск, русская армия была вынуждена отступить. С ней отступило вглубь России несколько десятков тысяч лемков, а многих оставшихся настигла по возвращении австрийской армии та же страшная участь. Всё это привело к тому, что к концу Первой мировой войны Лемковщина заметно обезлюдела.
Распад Австро-Венгерской монархии в 1918 году оказал содействие борьбе порабощённых народов за самоопределение. Такая борьба развернулась и на Лемковщине. В селе Команча под городом Санок было провозглашено создание Западнолемковской республики, которая провозгласила своё объединение с Западно-Украинской Народной Республикой (ЗУНР). В селе Флоринка возле города Новый Санч была провозглашена Восточнолемковская русская республика, которая выступала за солидарность с Россией. Обе эти республики были ликвидированы польскими войсками, и вся северная часть Лемковщины вошла в состав Польши.

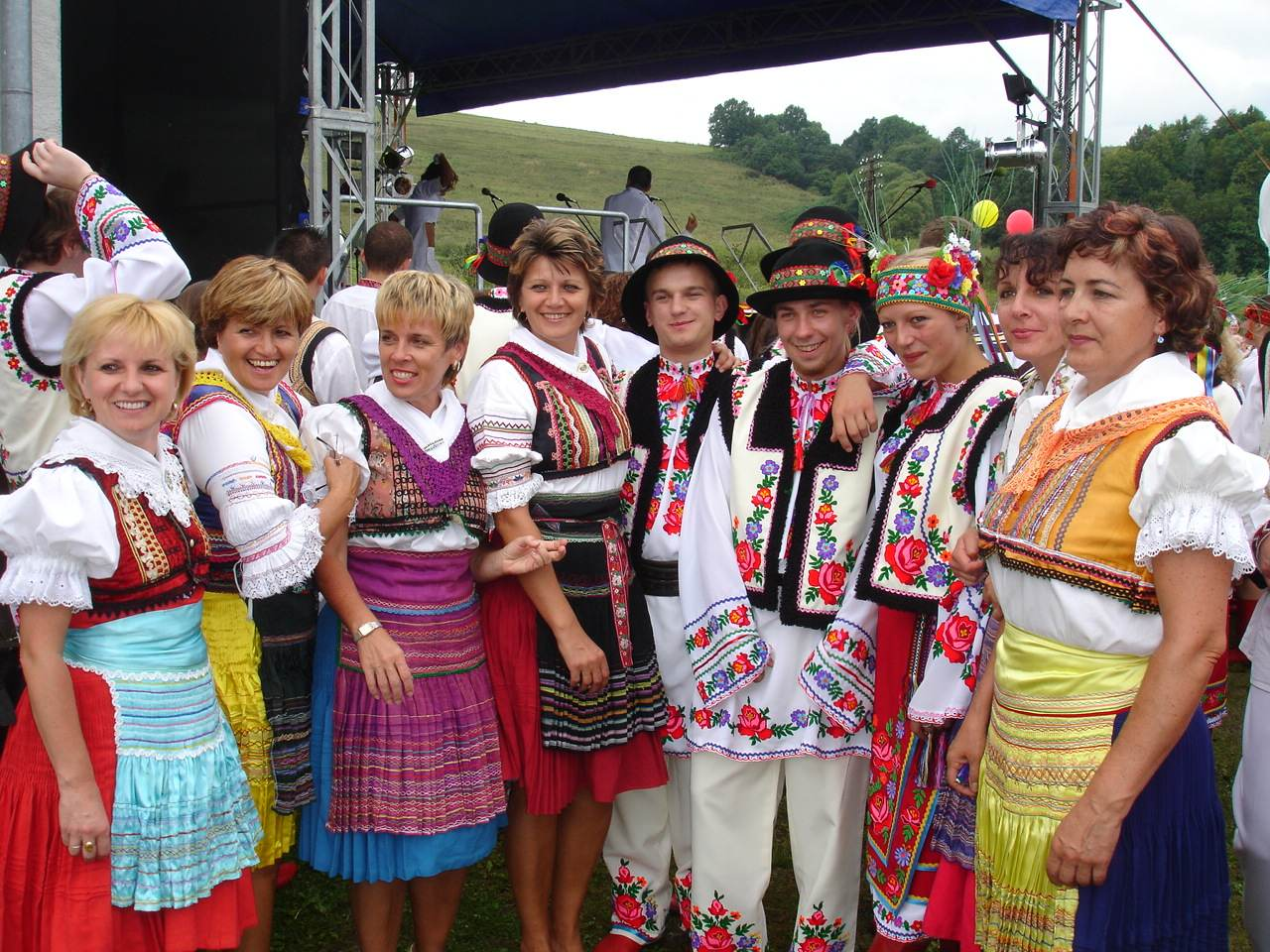
Лемки местности около Прешова (слева) и украинцы из местности около Пшемышля (справа) в народных костюмах, 2007 год

В межвоенный период обострились противоречия в лемковской среде по национальному вопросу. Хотя часть лемков по-прежнему называла себя «русинами» и относила себя к «единому русскому народу», заметную популярность приобрело и другое национальное течение, проповедовавшее единство между лемками, галичанами и коренным населением Советской Украины, то есть украинское течение, проникшее на Лемковщину ещё перед Первой мировой войной, но не нашедшее в то время для себя много союзников. Среди лемков «русского» направления можно выделить учёного и богослова, декана Греко-католической семинарии во Львове Т. И. Мышковского, историка и священника И. Ф. Полянского; среди лемков «украинского» течения — поэта Б.-И. Антоныча, географа В. Кубиёвича. Оба движения имели свои организации и печатные органы: русское направление — газету «Лемко», украинское — газету «Наш лемко» и находились в заметной конфронтации друг с другом. Оба направления также сильно притеснялись польским правительством.
В сравнительно лучших условиях проживали лемки в Чехословакии (включая современную Закарпатскую область, которая в составе Чехословакии называлась «Подкарпатская Русь»). Здесь существовали «русинские» школы, общества (наиболее известное — Русское культурно-просветительное общество имени А. В. Духновича), литературные объединения, образовательные и культурные центры.
Очередной удар лемкам нанесла Вторая мировая война. Нападение Германии на Польшу в сентябре 1939 года привело к оккупации всей Лемковщины. Были закрыты все русские культурные общества, тогда как украинское направление, поддерживающее Германию, напротив, несколько оживилось. В отличие от Восточной Галичины, в Лемковщине (как Северной, так и Южной) сформировалось мощное партизанское антигитлеровское движение. Многие лемковские герои-патриоты были заключены немцами в «лагеря смерти», иных просто казнили.

### Выселение
В отличие от Восточной Галичины, где заметная часть населения была настроена против Советского Союза, лемки с радостью восприняли освобождение Лемковщины Советской армией в конце 1944 года. Однако их надежды о выходе из состава Польши не оправдались: СССР признал территорию Лемковщины за Польшей. Более того, уже осенью 1944 года временное правительство Польши заключило соглашение с правительством Советской Украины об обмене населением. По этому соглашению украинское население, которое проживало в границах послевоенной Польши, подлежало выселению на Украину в обмен на польское население, которое выселялось с Украины в Польшу. Невыносимую ситуацию создало националистическое польское подполье — постоянные запугивания, убийства, грабежи. Отказ от «добровольного» переселения привёл к фактически насильственному выселению, то есть к депортации в УССР.
В 1945—1946 годах на Украину было выселено до 65—70 % лемков. В основном переселение проходило принудительно. Добровольно после агитации, проводимой представителями советских властей, выехала лишь незначительная часть лемков. Помимо того, что лемки не хотели покидать родные дома, они не стремились уезжать на Украину также потому, что в своём большинстве не считали себя украинцами.
Тем не менее, после переселения лемков на Украину их в Польше оставалось ещё более 30 тысяч (30—35 % лемковского населения). Однако и эти лемки были насильно выселены из Карпат в 1947 году в соответствии с операцией «Висла» и рассеяны на землях, отошедших к Польше от Германии после Второй мировой войны (Возвращённые Земли — северные и западные районы современной Польши). Одной из причин операции «Висла» была деятельность в Лемковщине Украинской повстанческой армии, боровшейся с польскими вооружёнными силами. В 1956 году лемкам разрешили вернуться на родную землю, но обратно в горы, куда уже были заселены поляки, переехала лишь небольшая часть лемков.
Эти события значительно ослабили лемковское движение. С этого времени компактная область расселения лемков перестала существовать. Лемки оказались рассеяны на значительных территориях Польши и Украины. Во многом выселение лемков было направлено на их скорейшую ассимиляцию. Так, например, по решению польской власти в рамках операции Висла предписывалось расселять в одной местности более 10 % лиц лемковского и украинского происхождения, подлежащих депортации. Нередко жителей одного лемковского села расселяли в разных польских регионах. В регион Средней Одры было выселено 11 768 лемков, при этом в некоторых гминах численность лемков составляла до 30 %. Как правило, новыми соседями лемков становились поляки, приехавшие с Восточных Кресов. Восточные поляки после Волынской резни и прочих подобных событий были враждебно настроены по отношению к лемкам. Изменился горный климат на умеренный, горы и предгорья сменились равнинами, изменился тип хозяйства в новых условиях. Произошёл разрыв с привычными религиозными обрядами — все православные и грекокатолические церкви лемков наряду с родными домами остались в горах. Адаптация к новым условиям длилась у лемков в течение двух поколений. При этом лемки были вынуждены жить, скрывая свой язык, свои культуру и обычаи. Лемки, переселённые на северо-запад Польши, во многом ассимилировались поляками, а на Украине приняли украинскую идентичность. Кроме того, УССР и ПНР считали всех лемков украинцами и не признавали для них иного национального самоопределения.

### Конец XX — начало XXI века

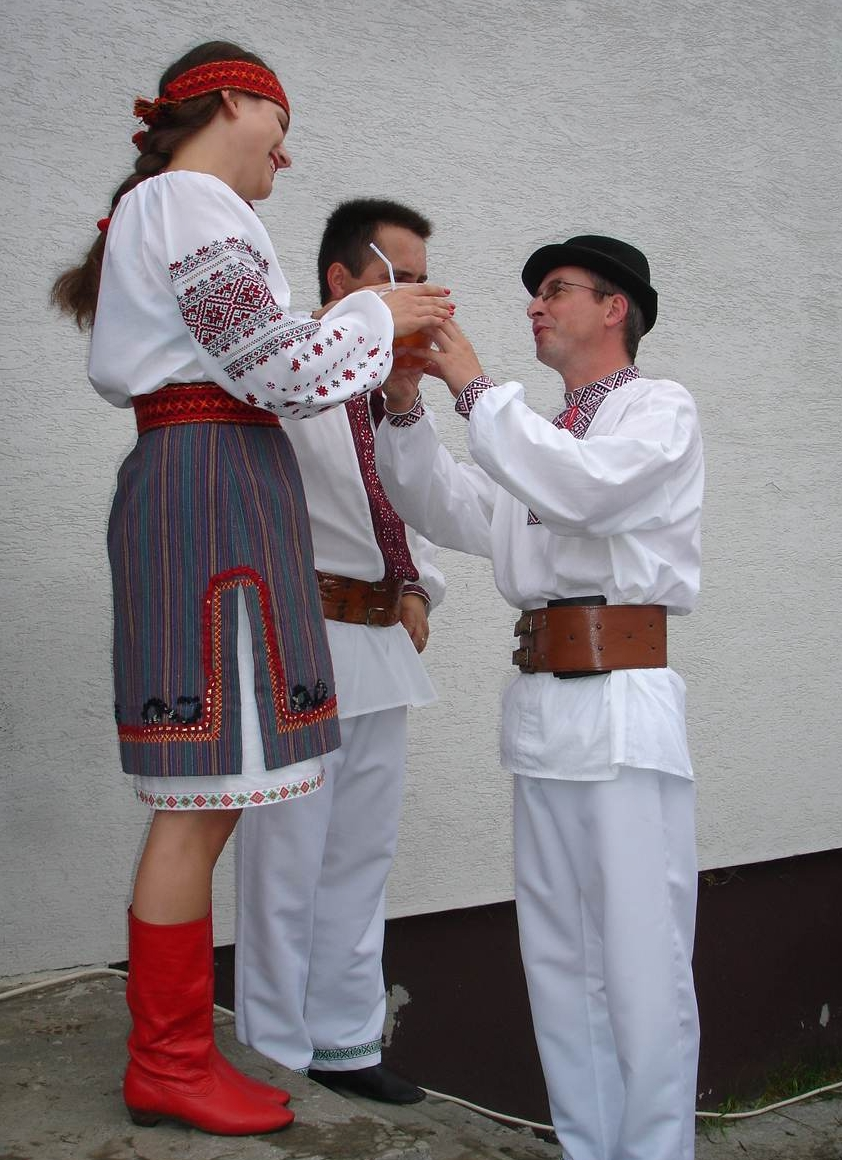
Лемки. Санокский повят, Польша

С 1989 года после либерализации национального вопроса и реформировании польскими властями законодательства, в том числе после принятия закона об общественных организациях, в лемковской среде возобновилась общественно-культурная деятельность. Были созданы Содружество лемков (1989) и Объединение лемков (1990), начато обучение лемковскому языку в школе, издание периодики на лемковском, организованы фестивали, в том числе наиболее известная Лемковская Ватра, в Лемковине появились двуязычные указатели населённых пунктов.
Одновременно с этим довоенные противоречия между «русским» и «украинским» движением, ещё более обострившиеся в период Второй мировой войны, не способствовали самоопределению значительной части лемков украинцами. Это привело к тому, что часть лемков в Польше объявила себя особым народом. Сторонники лемковской этнической общности как самостоятельного народа (осознавая свою принадлежность к остальным карпаторусинам) объединились вокруг организации «Содружество Лемков». Представители этого движения кодифицировали лемковский язык. К заметным деятелям данного направления можно отнести поэта П. Трохановского, исследовательницу О. Дуць-Файфер. Вместе с тем часть лемков Польши считает себя украинцами и группируется вокруг организации «Объединение лемков».
На Украине часть лемков стала обычными украинцами, а часть — сохранила свою лемковскую идентификацию, но, вместе с тем, считает себя частью украинского народа. Преимущественно эти лемки проживают в Галичине (куда они и были переселены в 1940-х годах). Их поддерживает Всеукраинское товарищество «Лемковщина» во Львове.

## Культурно-бытовые особенности

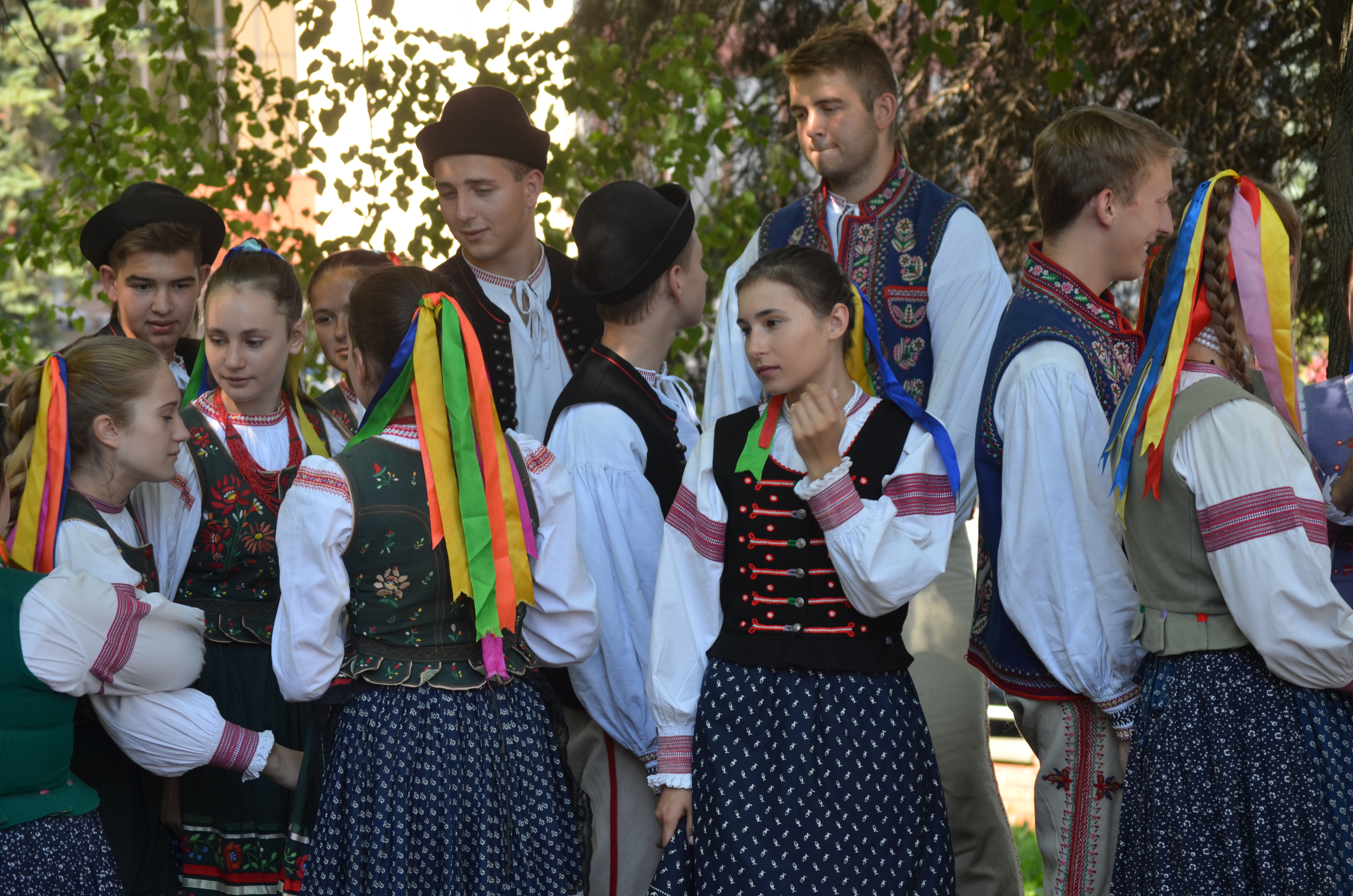
Польские лемки из Легницы в народных костюмах (фольклорный ансамбль Кичера (ансамбль))

В основе особенностей культуры лемков лежат восточнославянские элементы, которые встречаются как в традиционной одежде (с характерным кроем, распространённым также у польских гуралей), так и в обычаях, народной музыке (в частности, с многоголосием церковных песнопений) и во многих других аспектах традиционной культуры.
Основным традиционным занятием лемков в области сельского хозяйства было отгонное и выгонное скотоводство. Разводили крупный и мелкий рогатый скот, включая карпатскую грубошёрстную породу овец и местную породу волов. Также лемки традиционно возделывали ячмень, овёс, рожь, полбу, картофель. К наиболее характерным традиционным блюдам лемков относят ощипок, или паленю — пресный или заквашенный на минеральной воде ячменный или овсяной хлеб (нередко с добавлением картофеля).